# Didymóteicho
Didymóteicho, tidigare även känd som Demotika, är en kommunhuvudort i Grekland. Den är belägen i prefekturen Nomós Évrou och regionen Östra Makedonien och Thrakien, i den nordöstra delen av landet, 400 km nordost om huvudstaden Aten. Didymóteicho ligger 33 meter över havet och antalet invånare är 8 336.
Terrängen runt Didymóteicho är platt åt nordost, men åt sydväst är den kuperad. Runt Didymóteicho är det ganska tätbefolkat, med 62 invånare per kvadratkilometer. Närmaste större samhälle är Orestiáda, 17,4 km norr om Didymóteicho. Trakten runt Didymóteicho består till största delen av jordbruksmark.
Klimatet i området är tempererat. Årsmedeltemperaturen i trakten är 15 °C. Den varmaste månaden är augusti, då medeltemperaturen är 29 °C, och den kallaste är februari, med 6 °C. Genomsnittlig årsnederbörd är 958 millimeter. Den regnigaste månaden är januari, med i genomsnitt 138 mm nederbörd, och den torraste är augusti, med 26 mm nederbörd.
Under Stora nordiska kriget och efter kalabaliken i Bender tvingades Karl XII med följe att flytta till Didymóteicho. Dit kom han den 6 mars 1713. Några veckor senare flyttades kungen till slottet Timurtasj utanför Edirne. Där förblev han sängliggande på grund av de skador han hade fått vid Poltava. Den 3 november 1713 lämnade kungen Timurtasj och inrättade sig i ett palats i Didymóteicho. Vid jultiden kunde kungen lämna sin sjukbädd. Den 20 september 1714 lämnade han Didymóteicho för sin återresa till Sverige.